# Hydromys shawmayeri
Hydromys shawmayeri là một loài động vật có vú trong họ Chuột, bộ Gặm nhấm. Loài này được Hinton mô tả năm 1943.